# Tylocephale
Tylocephale ("zduřelá hlava") byl rod býložravého ptakopánvého dinosaura z čeledi Pachycephalosauridae. Žil na území dnešního Mongolska v oblasti Khulsan, období svrchní křídy (stupeň kampán, asi před 75-72 miliony let). Délka tohoto malého dinosaura činila jen 2 až 2,4 metru a hmotnost zhruba 40 kg. Měl proporcionálně nejvyšší kostěný dóm na lebce ze všech známých pachycefalosaurů.
Typový a jediný známý druh T. gilmorei byl popsán dvěma polskými paleontoložkami v roce 1974. Byla objevena pouze část lebky tohoto dinosaura i se zachovalou spodní čelistí.